# Qayqab
Qayqab (également connu sous les graphies Ghoigah, Minţaqat al Qayqab, El-Ghégab, El Gaigab, El Gheighab) est une localité du district de Derna, en Cyrénaïque, dans le nord-est de la Libye. La ville est située dans le nord-est du Djebel Akhdar, au sud d'Al Abraq et à l'est de Faydiya.

## Histoire
Qayqab a des origines antiques, et était connue sous le nom d'Agabis pendant la période romaine. Ce village était connu pour son marché, les marchandises de la côte étaient échangées contre du bétail et d'autres produits fournis par les éleveurs nomades de la Cyrénaïque. Les Ottomans y ont bâti un forten 1852.
La localité s'est développée dans les années 1970, lorsque le gouvernement a utilisé la manne pétrolière pour fournir des logements aux éleveurs nomades de la région.
Avant la réorganisation administrative de 2007, Al Qayqab faisait partie du district d'Al Qubah.